# Leobard D’Souza
Leobard D’Souza, bekannt als Bischof Bhai, (* 18. Januar 1930 in Igatpuri, Maharashtra; † 19. Dezember 2005) war Bischof von Nagpur in Indien.

## Leben
Leobard D’Souza empfing am 22. Dezember 1956 das Sakrament der Priesterweihe. 1964 wurde er von Papst Paul VI. zum Titularbischof von Caput Cilla ernannt und zum Koadjutor im Bistum Jabalpur bestellt. Die Bischofsweihe spendete ihm am 3. Dezember 1964 Papst Paul VI. selbst; Mitkonsekratoren waren John Kodwo Amissah, Bischof von Cape Coast in Ghana, und James William Gleeson, Koadjutorerzbischof von Adelaide in Australien. 1965 erfolgte die Ernennung zum Bischof von Jabalpur. 1975 ernannte ihn Paul VI. zum Erzbischof von Nagpur.
Seinem Rücktrittsgesuch wurde 1998 durch Johannes Paul II. stattgegeben.